# Lycosa nigrotaeniata
Lycosa nigrotaeniata là một loài nhện trong họ Lycosidae.
Loài này thuộc chi Lycosa. Lycosa nigrotaeniata được Cândido Firmino de Mello-Leitão miêu tả năm 1941.